# فیاض محمود
فیاض محمود (انگلیسی: Fayad Mahmoud) بازیکن فوتبال اهل بحرین بود.
وی همچنین در تیم ملی فوتبال بحرین بازی کرده‌است.